# Trez
Trez (llamada oficialmente Santiago de Trez) es una parroquia y un lugar del municipio español de Laza, en la provincia de Orense, Galicia.

## Organización territorial
La parroquia está formada por dos entidades de población:
- Eiras
- Trez

## Demografía

### Parroquia
| Gráfica de evolución demográfica de Trez (parroquia) entre 2000 y 2022 |
|                                                                        |
| Datos según el nomenclátor publicado por el INE.                       |

### Lugar
| Gráfica de evolución demográfica de Trez (lugar) entre 2000 y 2022 |
|                                                                    |
| Datos según el nomenclátor publicado por el INE.                   |